# Uriah Jones
Uriah Jones (New York, 15 dicembre 1924 – West Haven, 14 giugno 2000) è stato uno schermidore statunitense.

## Biografia
È considerato uno dei pionieri del superamento delle barriere razziali nella scherma statunitense: fu il primo afroamericano ad essere convocato nella squadra olimpica, nel 1968, e il primo a vincere un titolo nazionale, nel 1971.
Nel 2000 è stato inserito nella Hall of Fame della scherma statunitense.

## Palmarès
In carriera ha conseguito i seguenti risultati:
- Giochi Panamericani:

Cali 1971: oro nel fioretto a squadre e bronzo individuale.